# Національний університет Кордови
Національний університет Кордови (ісп. Universidad Nacional de Córdoba (UNC)) — один з найбільших університетів Аргентини. Знаходиться у місті Кордова та є найстарішим університетом у країні і четвертим за віком в Америці. Впродовж двох століть був єдиним університетом в Аргентині, але у XX ст. поступився значимістю Університету Буенос-Айреса.
Як і решта національних університетів Аргентини, фінансується державою, але є автономним, відокремленим від церкви і надає безкоштовне навчання. Має власну систему самоврядування, до якої входять представники професорського складу, студентів і аспірантів.

## Історія

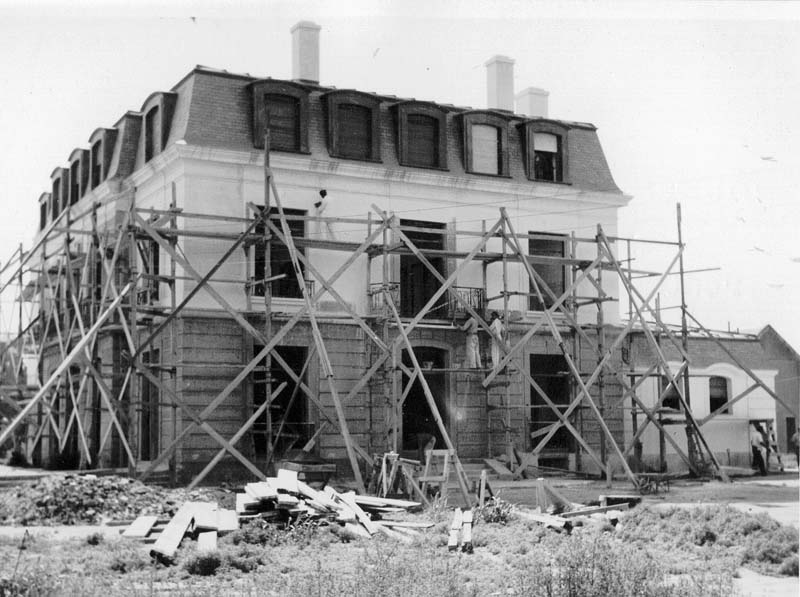
Будівництво корпусів університету. Початок ХХ ст.

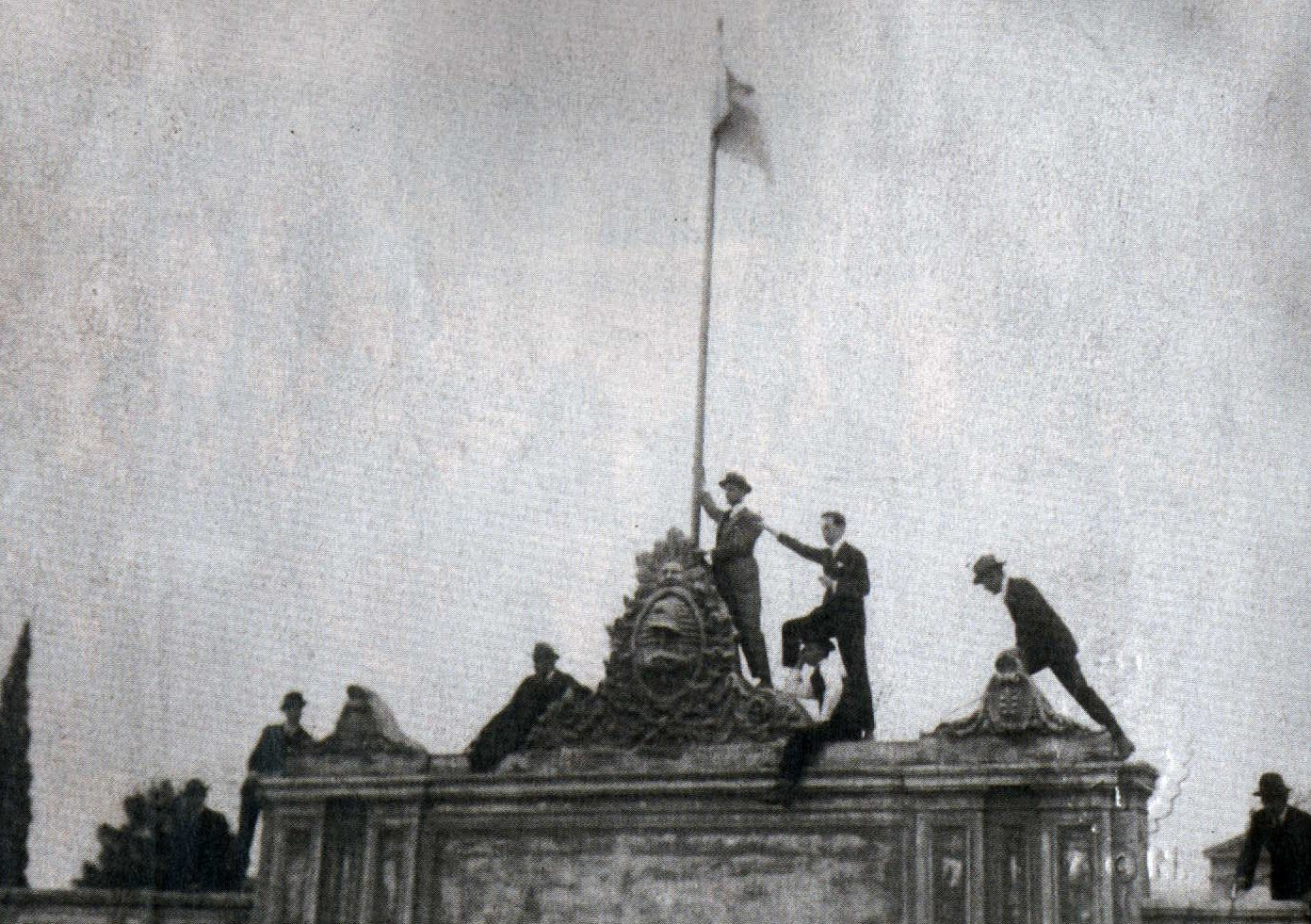
Студенти підіймають прапор Аргентини над НУК під час університетської реформи

Історія університету починається з 1610 року, коли єзуїти заснували у Кордові Вищу Колегію (лат. Collegium Maximum), де викладалися філософія і теологія. На базі колегії 1613 року було утворено університет і бібліотеку. 8 серпня 1621 року папа Григорій XV дозволив університету присуджувати наукові ступені, а 2 лютого 1622 року це рішення ратифікував король Філіп IV. 
2 квітня 1767 року король Іспанії Карл III відізвав єзуїтів з територій іспанської корони і університет перейшов до ордену францисканців.
1791 року в університеті було утворено факультет права.
1800 року королівським указом університет отримав назву Королівський університет Святого Карла і Богоматері Монсеррат, а також статус королівського і папського. В університеті почали викладати математику.
1820 року губернатор провінції Кордова Хуан Баутіста Бустос надав університету статус провінційного, а 1856 року він став національним і отримав свою сучасну назву. У 1860-х роках в Аргентині було проведено освітні реформи, внаслідок яких в університеті Кордови припинили викладати теологію.
1918 року з Університету Кордови розпочалася університетська реформа в Аргентині, яка згодом розповсюдилася на увесь континент. Головними принципами реформи були автономія вищих навчальних закладів, самоврядування, наближення їх до суспільства, періодичні публічні акредитації для кафедр тощо.
У ХХ ст. значно зросла кількість спеціальностей і студентів в університеті, він перетворився на важливий дослідницький центр країни.

## Склад
Національний університет Кордови має понад 169 тисяч студентів, які навчаються на 12 факультетах і 250 спеціальностях. До складу університету входить 100 дослідницьких центрів, 25 бібліотек і 16 музеїв.
Факультети університету:
- Архітектури, урбаністики і дизайну
- Сільськогосподарський
- Економічних наук
- Точних і природничих наук
- Медицини:
  - Школа медицини
  - Школа медичної технології
  - Школа кінесіології
  - Школа фоноаудіології
  - Школа медсестер
  - Школа дієтології
- Хімічних наук
- Права і суспільствознавства
  - Школа адвокатів
  - Школа соціальної роботи
  - Школа інформаційних наук
- Філософії і гуманітарних наук
  - Школа філософії
  - Школа гуманітарних наук
  - Школа історії
  - Школа педагогічних наук
  - Школа бібліотекарів
  - Школа архівної справи
  - Школа мистецтв
  - Відділення географії
- Мовознавства
- Математики, астрономії і фізики
- Стоматології
- Психології

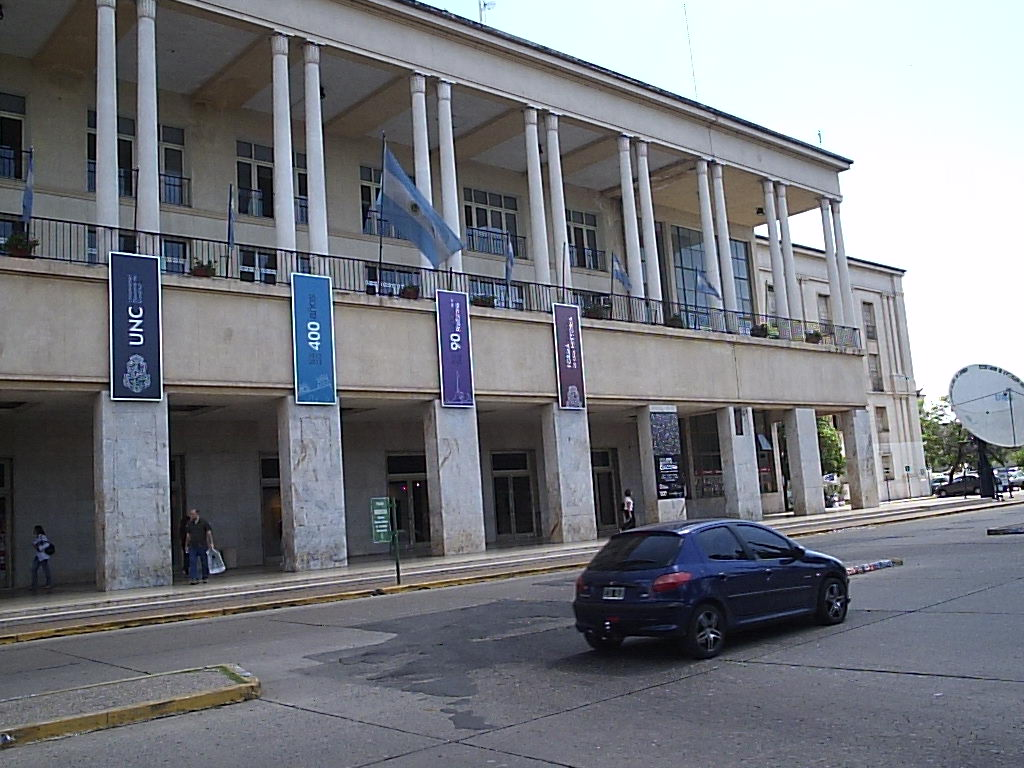
Ректорат
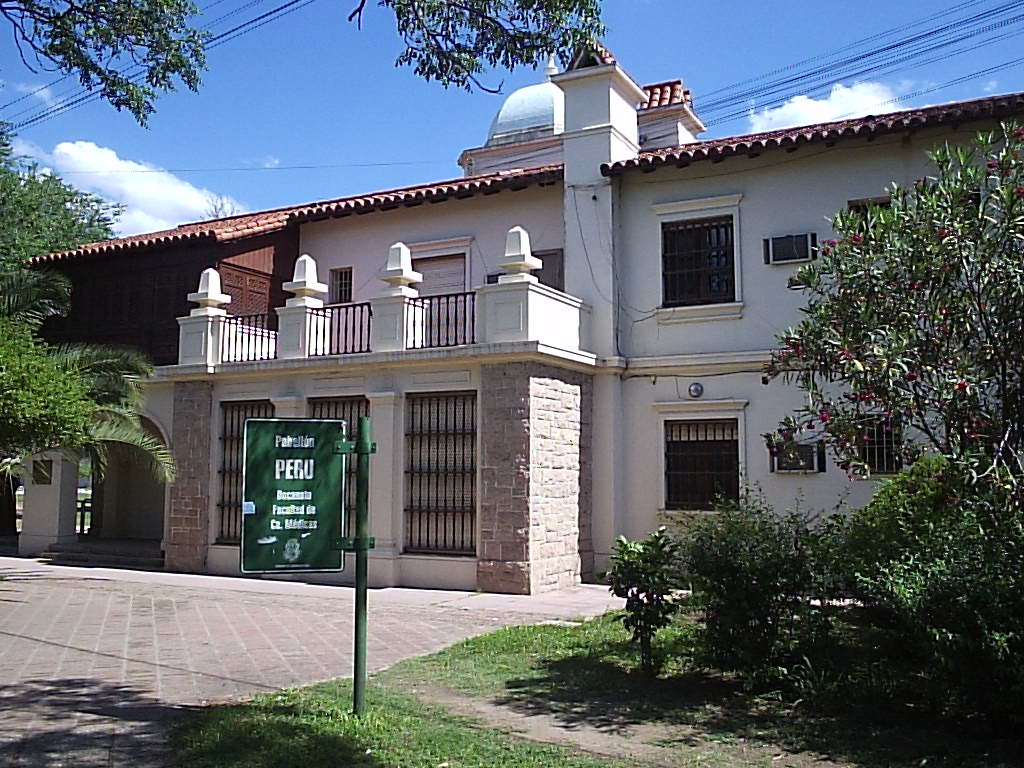
Факультет медицини
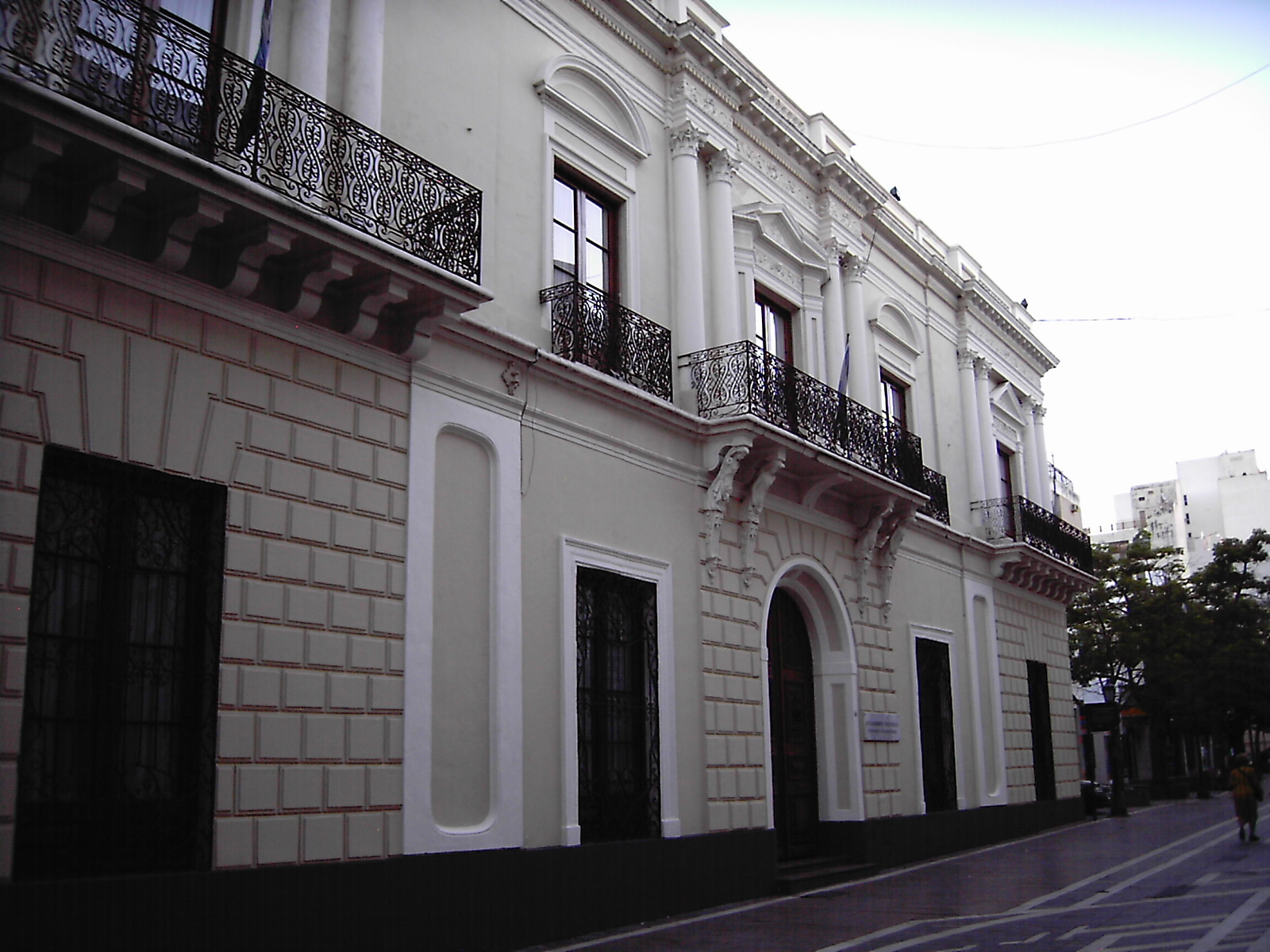
Факультет права і суспільствознавства
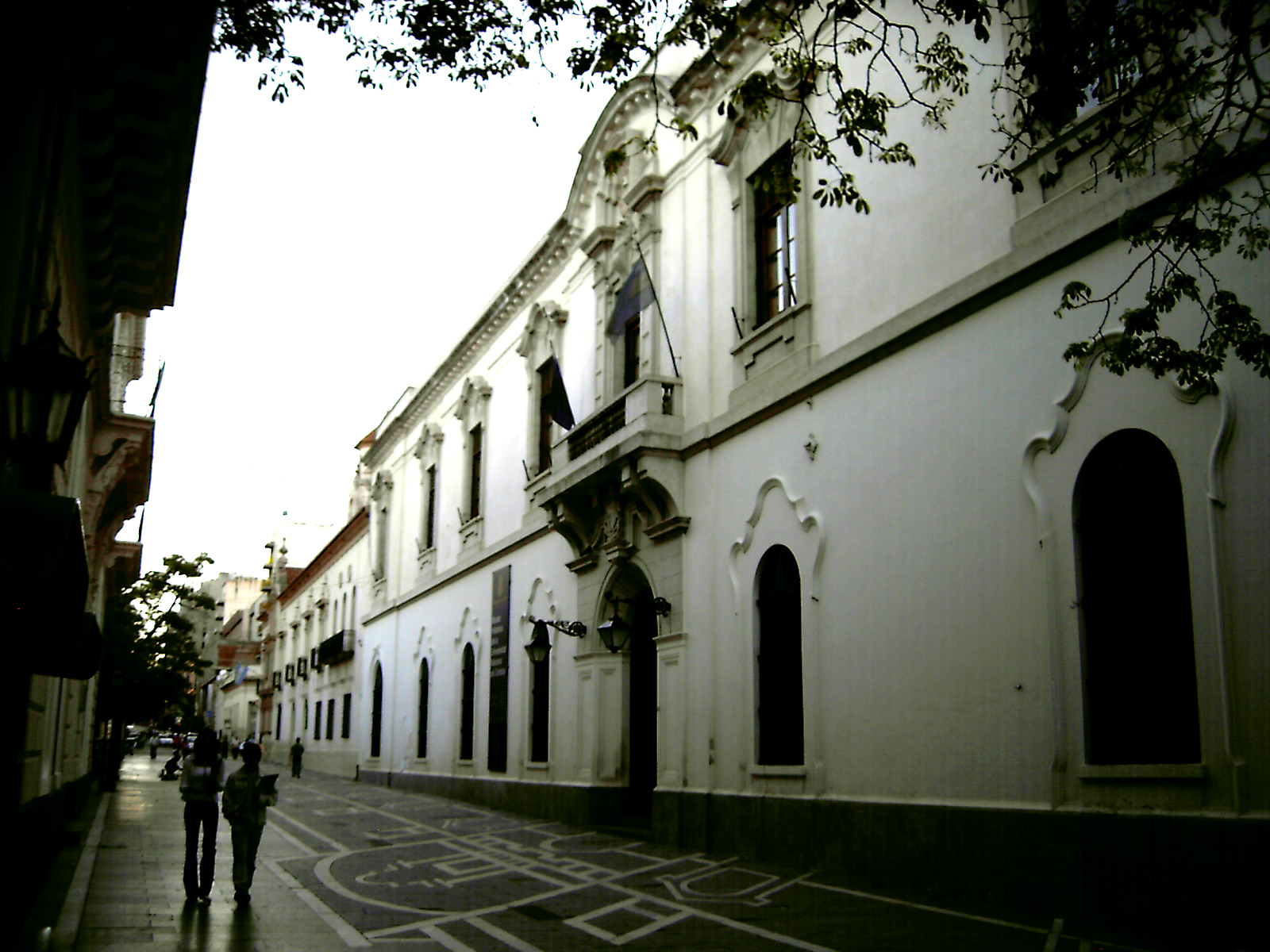
Велика бібліотека (має 120 000 томів[12])

Також до складу університету входять Центр післядипломної освіти, Інститут дослідження державного управління, Інститут дослідження космосу, Національний коледж Монсеррат, Вища школа комерції ім. Мануеля Бельграно, Обсерваторія, Астрономічний Музей, Стоматологічна клініка, Відділення інформатики, Національний клінічний шпиталь, Вищій інститут харчової промисловості, Вищій інститут водних ресурсів тощо.